# Elledy Semedo
Elledy Semedo (21. ožujka 1988.) je zelenortski rukometaš. Nastupa za klub Madeira Andebol SAD i zelenortsku reprezentaciju.
Natjecao se na Svjetskom prvenstvu u Egiptu 2021., gdje je reprezentacija Zelenortske Republike završila na posljednjem, 32. mjestu.